# برايان د. كلارك
برايان د. كلارك (بالإنجليزية: Brian D. Clark)‏ هو سياسي أمريكي، ولد في 12 يونيو 1956 في الولايات المتحدة. حزبياً، نشط في الحزب الديمقراطي. وقد انتخب عضو مجلس نواب بنسيلفانيا.